# Ibrahima Fall (religieux)
Pour les articles homonymes, voir Ibrahima Fall et Fall.
Ibrahima Fall (né Yapsa Khanth Fall), plus connu sous les noms de Cheikh Ibra, Sidy Birahim, ou Mame Cheikh est un religieux et dirigeant sénégalais

## Biographie

### Ascendance
Fils de Modou Rokhaya Fall, grand érudit de l'islam au Sénégal et de Mame Seynabou Ndiaye, Mame Cheikh Ibrahima Fall descend en ligne directe de la famille royale du damel Dethialaw Atmane Fall, de la noblesse Géer du Cayor.

### Sa doctrine
Il professe la foi de son marabout, à savoir l'islam. L'autre credo d'Ibrahima Fall est le travail productif qu'il avait élevé au rang d'action pieuse.

### Histoire

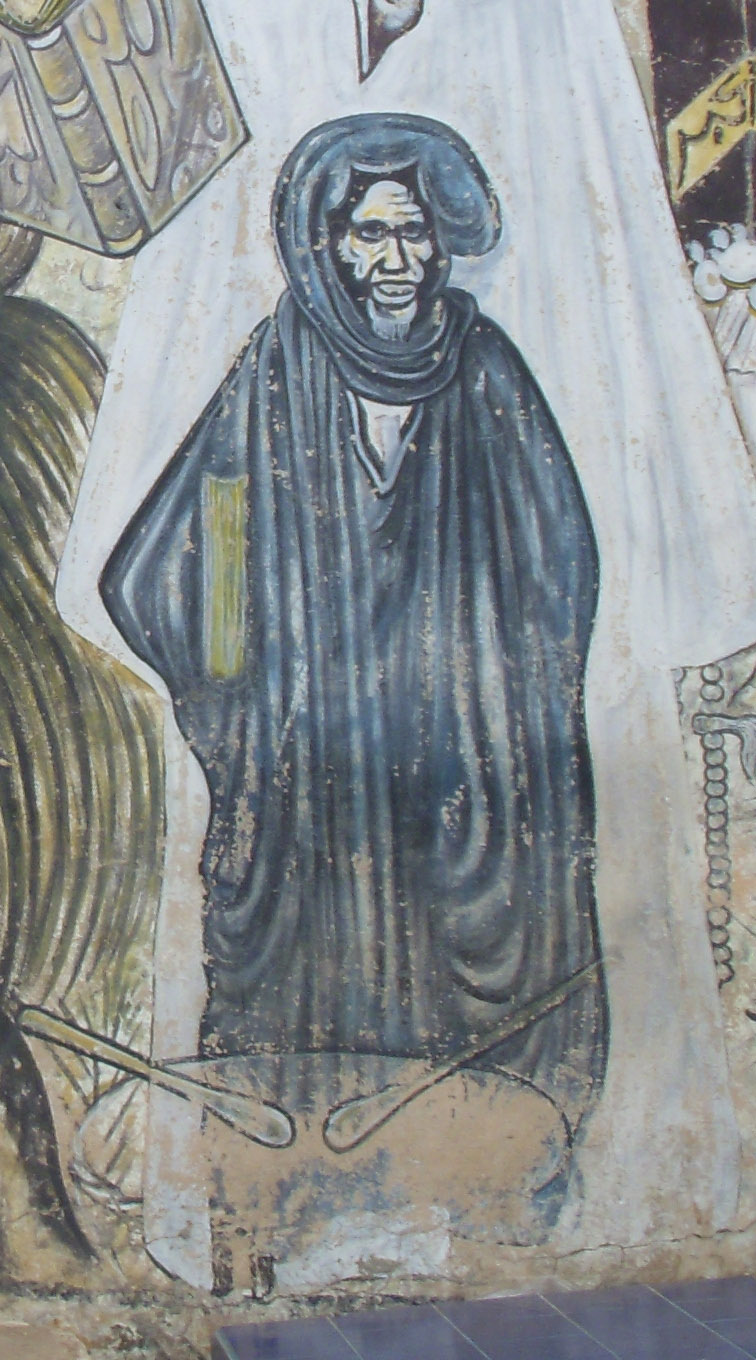
Ibrahima Fall : détail d'une fresque à Dakar

Il étudie à l'école coranique de son père Amadou Fall et achève sa formation auprès d'autres maîtres théologie, fiqh et tafsir, et la grammaire ou la rhétorique.
Sa rencontre avec Ahmadou Bamba marque un tournant important dans son aventure spirituelle et dans sa quête de l'absolu. Étant issu d'une famille de la noblesse wolof, il renonce à toute prétention à la chefferie. Après plusieurs années d'austérité, il développe des activités essentiellement agricoles dont les retombées sont quasi totalement orientées vers les besoins de la communauté mouride. Il est un soutien financier important pour les mourides et pour la voie du mouridisme auquel il dédie sa vie et sa fortune.
Sa contribution à l'expansion du mouridisme est telle qu'on a pu dire que si Ahmadou Bamba était l'âme et le concepteur inspirant de la Voie, Fall était assurément le bras séculier, la cheville ouvrière.
Mort en 1930 dans la région de Diourbel, il est inhumé à Touba auprès de son maître Ahmadou Bamba.